# Geotextil

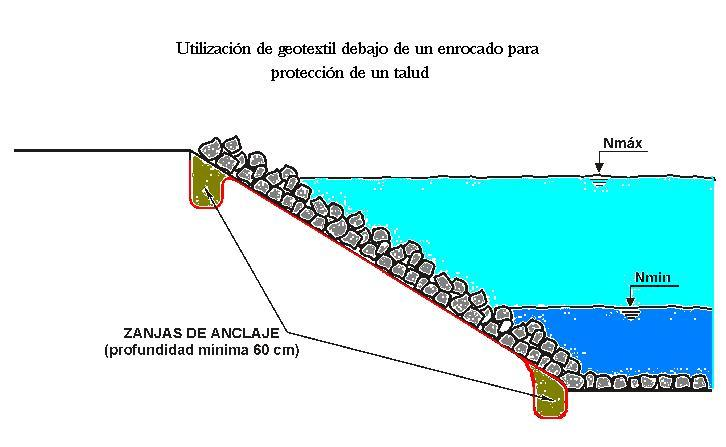
Geotextil debajo de un enrocado.

Un geotextil o geotejido es una tela permeable y flexible de fibras sintéticas, principalmente polipropileno y poliéster, las cuales se pueden fabricar de forma no tejida (non woven) o tejida (woven) dependiendo de su uso o función a desempeñar 
- Se fabrican generalmente desde 90 hasta 400g/m² y sus principales aplicaciones son: el control de la erosión, el refuerzo de suelos, la filtración y separación entre capas de materiales, el proporcionar una capa drenante y la protección de geomembranas.
- El mercado de los geotextiles es sumamente extenso y se fabrican en los Estados Unidos, Canadá, Europa y Asia. La mayor parte del producto que se consume en México es fabricado por empresas locales.

Se fabrican una gran cantidad de geotextiles con las más variadas características:
- Algunos geotextiles tienen un espesor de algunos milímetros y una estructura permeable. Estos pueden constituirse en drenes.
- Otros geotextiles son impermeables, estos pueden ser utilizados para impermeabilizar canales o embalses, ya sea recubriéndolos con una camada de tierra o utilizándolos para aumentar la impermeabilidad de revestimientos de cemento.
- Algunos geotextiles son resistentes a la tracción, estos pueden ser utilizados para aumentar la resistencia del suelo frente a deslizamientos, llegándose a formar taludes estructurados con geotextiles.

## Conceptos básicos
- Tejidos: las fibras se orientan en dos direcciones (trama y urdimbre).
- No tejidos: las fibras que conforman el geotextil están dispuestos en forma aleatoria.
- Fibra continua: las fibras del geotextil no tejido pertenecientes al producto final son incontables.
- Calandrados: la unión entre las fibras del geotextil no tejido es una unión térmica donde las fibras pasan a través de dos calandras.
- Punzonado + Termosoldado:la unión entre las fibras del geotextil no tejido es una unión mecánica mediante agujas que entran y salen a gran velocidad, con una posterior termofusión creando continuidad de fibras en producto final.
- Filamentos continuos: los filamentos del geotextil no tejido que conforman el producto final son incontables.
- Fibras cortadas: los filamentos del geotextil que componen el producto final poseen longitudes determinadas.
- Agujados, punzonados o agujeteados: los filamentos del geotextil no tejido se unen mediante unión mecánica a través de agujas dispuestas en la parte inferior y superior de la napa de filamentos que entran y salen a gran velocidad de la napa cohesionando y entrelazando los filamentos.
- Termofijados: los filamentos están unidos mediante calor a través de un proceso de termofusión.

## Geotextiles según su forma de fabricación
Tejidos: la malla está tejida con fibras en dos direcciones, (trama y urdimbre). Pueden ser:

a. Tejidos planos.

b. Tricotados.
No tejidos: fibras entrelazadas en forma aleatoria ligadas mediante procesos mecánicos, térmicos o químicos con filamento continuo. Pueden ser:

a. Agujados.

b. Termosoldados.
Mixtos: la malla se compone de fibras cortadas.
Pueden ser:

a. Agujados.

b. Agujados y termosellados.

## Tipos de geotextiles
Los geotextiles agujados de fibra cortada no sometidos al proceso de termofusión son materiales con mínima resistencia mecánica, ya que al no haber unión entre sus elementos y no estar ligados entre sí, pueden ser perforados con facilidad ante la aplicación de una fuerza perpendicular ya que sus fibras se abren sin ofrecer resistencia, al mismo tiempo los esfuerzos de tracción las separan desenlazándolas.
Los geotextiles solo termosoldados no tienen espesor, su elongación es menor que los agujados.
Los geotextiles agujados de filamento continuo, o agujados y termosoldados, poseen alta resistencia mecánica para evitar la rotura, también poseen espesores adecuados para cumplir con su función de drenaje, función de geotextil antihierbas, función de protección de las geomembranas y función con efecto colchón..

## Propiedades de los geotextiles
El geotextil es una malla compuesta por fibras sintéticas cuyas funciones principales se basan en su resistencia mecánica a la perforación y tracción, y a su capacidad drenante.
Sirven en la construcción de sub-bases de carreteras y ferrocarriles, en presas, evitan posibles erosiones realizan funciones de drenaje en canales, muros de contención, etc.
Los geotextiles sirven para separar tierras de diferente granulometría estabilizando el terreno, para protección de láminas impermeabilizantes.
Los geotextiles pueden desempeñar distintas funciones:

### Separación
La separación impide el contacto entre dos superficies de distintas propiedades físicas, lo cual evita su mezcla y contaminación aunque permite el flujo libre de líquidos filtrándolos a través del geotextil, puede ser entre dos capas diferentes de suelo aportado o entre suelo natural y de aporte.
Para evitar la mezcla de materiales debe soportar las cargas estáticas y dinámicas del material de aporte y del tráfico durante su colocación, así como también la retención de finos. El polipropileno lo mantiene estable ante la alcalinidad del cemento e inerte frente a los diversos elementos químicos presentes en el terreno.
En la función de separación deben tenerse en cuenta los siguientes aspectos:
- Resistencia a la tracción.
- Resistencia al punzonamiento.
- Elongación a la rotura.
- Perforación dinámica por caída libre de cono.
- Abertura de poros eficaz.
- Espesor del geotextil.

### Filtración
La filtración es la propiedad de retención de un material de ciertas partículas sometidas a fuerzas hidrodinámicas al tiempo que permite el paso de fluidos. La función de filtro debe garantizar su estabilidad hidráulica.
En esta función de filtración deben tenerse en cuenta los siguientes parámetros:
- Permeabilidad.
- Abertura eficaz de los poros.
- Espesor del geotextil.

### Drenaje
El drenaje es el proceso mediante el cual se realiza el pasaje de un lugar a otro de un fluido (líquido o gas), evacuándolo. De esta manera se efectúa la eliminación por evacuación en el espesor del geotextil sin producir el lavado de finos.
En esta función de drenaje deben tenerse en cuenta los siguientes parámetros:
- Permeabilidad en el plano del geotextil
- Espesor del geotextil

### Refuerzo
El refuerzo del geotextil se consigue por las propiedades que poseen ciertos geotextiles, mejorando sus propiedades mecánicas y disminuyendo el nivel de cargas sobre el terreno porque realiza un trabajo de homogeneizar las cargas sobre una superficie extensa.
Consideramos dos tipos de refuerzos:
1. Refuerzo en la tracción, eliminando las fuerzas de vuelco. Por ejemplo: en muros de contención, por intercalación del geotextil hacia el interior del muro.
2. Estabilización del suelo mediante confinamiento de partículas evacuando por supresión el agua contenida.

En esta función de refuerzo deben tenerse en cuenta los siguientes parámetros:
- Curva de deformación
- Resistencia mecánica a la tracción, punzonamiento y desgarro.
- Fluencia, fatiga y fricción contra el terreno. Además ayuda a mejorar la calidad de soporte del suelo.

### Protección
La función de protección permite que el sistema geotécnico no se deteriore. El geotextil actúa protegiendo geomembranas impermeables; de modo que impide que se produzcan daños mecánicos de abrasión o punzonamiento.
En esta función de protección deben tenerse en cuenta los siguientes parámetros:
- Resistencia al punzonamiento.
- Perforación dinámica por caída libre de cono.
- Espesor (efecto colchón para protección de la geomembrana).